# Retropinnidae
Retropinnidae é uma família de peixes da ordem Osmeriformes. As espécies desta família apenas podem ser encontradas no sudeste da Austrália e na Nova Zelândia.

## Géneros e espécies
- Género Prototroctes
  - Prototroctes maraena Günther, 1864.
  - Prototroctes oxyrhynchus Günther, 1870.
- Género Retropinna
  - Retropinna retropinna (Richardson, 1848).
  - Retropinna semoni (Weber, 1895).
  - Retropinna tasmanica McCulloch, 1920.
- Género Stokellia
  - Stokellia anisodon (Stokell, 1941).